# Silnice I/72 (Slovensko)
Silnice I/72 je silnice I. třídy na Slovensku vedoucí z Rimavské Soboty k Liptovskému Hrádku. Celková délka silnice činí 105,205 km.

## Historie
Úsek silnice Hybe – Mýto pod Ďumbierom byl vystavěn v letech 1939 až 1942. V létě 1942 na výstavbě pracovalo 73 vězňů tábora v Jarabé pro asociály a Romy. Po přečíslování čs. silnic po druhé světové válce byl horský přechod Čertovica mezi lety 1946 až 1950 součástí silnice II/529 a roku 1950 překategorizován na silnici I/72. Silnice v té době vedla z Brezna do Mýta pod Ďumbierom a dále přes Čertovické sedlo na křižovatku se silnicí I/18. V 80. letech byla, spolu s vybudováním nové cesty Bystrá – Srdiečko, silnice III. třídy z Mýta pod Ďumbierom do Valaské přestavěna a prodloužena do Podbrezové a silnice I/72 byla převedena na tento nový úsek, přičemž původní silnice z Brezna do Mýta pod Ďumbierom byla překategorizována na silnici III. třídy a označena jako III/2378.
V roce 2008 byla překlasifikováním některých úseků silnic II. třídy doplněna o silnici II/530 a část silnice II/531 v úseku Rimavská Sobota – Tisovec. V roce 2014 byla dokončena rekonstrukce 4,2 km dlouhého horského úseku, což vyšlo na 17,7 mil. €.

## Průběh

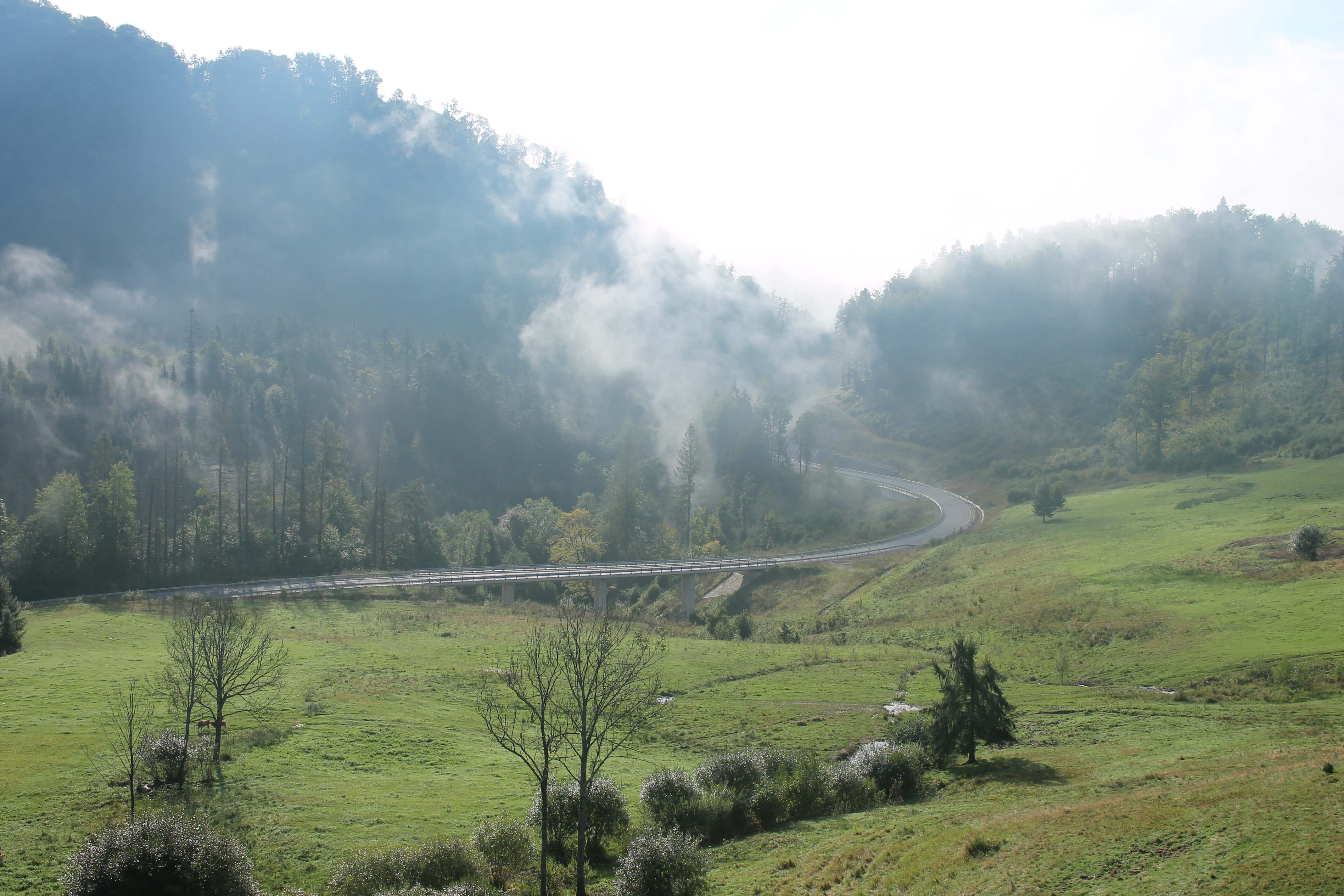
Silnice v sedle Zbojská po rekonstrukci

Silnice I/72 začíná v Rimavské Sobotě na křižovatce se silnicí I/16, odkud směřuje na sever přes Hnúšťu a Tisovec a křižuje silnice II/526 a II/531. Následně pokračuje v peáži se silnicí I/66 do Podbrezové, kde začíná původní úsek přes Čertovické sedlo. Ten směřuje přes Bystrou, kde je odbočka na Tále (II/584), a přes Mýto pod Ďumbierom, kde se od Brezna připojuje silnice III/2378, a Čertovické sedlo v hřebenu Nízkých Tater. Dále pokračuje do okresu Liptovský Mikuláš, křižuje silnici III/2356 a končí na křižovatce se silnicí I/18 u Liptovského Hrádku.